# Kami Cotler
Kami Cotler (Long Beach, California; 17 de junio de 1965) es una actriz y profesora estadounidense, más conocida por interpretar a Elizabeth Walton en la serie The Waltons.

## Biografía
Nacida en Long Beach, California, en 1965. Asistió a la Universidad de California en Berkeley donde obtuvo un título de ciencias sociales. Su primer trabajo como profesora fue en una zona rural en Virginia, muy parecida a la que asistió en The Waltons. 
Cotler regresó a california en 2001 y trabajó como profesora de noveno grado en la Environmental Charter High School. En 2004, Cotler aceptó el trabajo como codirectora de la Ocean Charter School, un cargo que ocupó hasta 2007 cuando comenzó su propio negocio de consultoría educativa. Actualmente es la principal fundadora de la Environmental Charter Middle School, un centro de educación en el sur del Condado de Los Ángeles, California. Cotler es miembro de la junta anterior de la American Montessori School. 
Además de educadora, Cotler dirigió su propia empresa de viajes y tiene un café en San Francisco. Ha repetido varias veces su personaje Elizabeth Walton, en varias películas de la serie The Waltons. Ha hecho discursos y apariciones personales. En 2010, Cotler fue vista en una reunión de The Waltons. Está casada y tiene 2 hijos. 

## Filmografía
| Año  | Título                                | Rol                           | Notas                                         |
| ---- | ------------------------------------- | ----------------------------- | --------------------------------------------- |
| 1971 | The Homecoming: A Christmas Story     | Elizabeth                     | Película piloto de Los Walton.                |
| 1972 | The Heist                             | Wendy Craddock                | Película para televisión                      |
| 1971 | The Waltons                           | Elizabeth Walton              | Serie                                         |
| 1972 | Me and the Chimp                      | Kitty Reynolds                | 13 episodios                                  |
| 1979 | Family Feud                           | Ella misma                    | Episodio: "Dukes of Hazzard vs. The Waltons " |
| 1980 | The Waltons: A Decade of the Waltons  | Elizabeth Walton / Ella misma | Película para televisión                      |
| 1982 | A Day for Thanks on Walton's Mountain | Elizabeth Walton              | Película para televisión                      |
| 1982 | Mother's Day on Waltons Mountain      | Elizabeth Walton              | Película para televisión                      |
| 1982 | A Wedding on Walton's Mountain        | Elizabeth Walton              | Película para televisión                      |
| 1993 | A Walton Thanksgiving Reunion         | Elizabeth Walton              | Película para televisión                      |
| 1995 | A Walton Wedding                      | Elizabeth Walton              | Película para televisión                      |
| 1997 | A Walton Easter                       | Elizabeth Walton              | Película para televisión                      |
| 2004 | A Walton's Family Reunion             | Ella misma                    | Documental                                    |